# Sīāh Shīr-e ‘Olyā
Sīāh Shīr-e ‘Olyā (persiska: سیاه شیرِ علیا, Sīāh Shīr) är en ort i Iran.   Den ligger i provinsen Kohgiluyeh och Buyer Ahmad, i den centrala delen av landet, 600 km söder om huvudstaden Teheran. Sīāh Shīr-e ‘Olyā ligger 639 meter över havet och antalet invånare är 745.
Terrängen runt Sīāh Shīr-e ‘Olyā är huvudsakligen kuperad, men den allra närmaste omgivningen är platt.Runt Sīāh Shīr-e ‘Olyā är det ganska tätbefolkat, med 60 invånare per kvadratkilometer. Närmaste större samhälle är Līkak, 3,5 km nordost om Sīāh Shīr-e ‘Olyā. Omgivningarna runt Sīāh Shīr-e ‘Olyā är i huvudsak ett öppet busklandskap.